# Toporki
Toporki – wieś w Polsce położona w województwie podlaskim, w powiecie hajnowskim, w gminie Kleszczele.
W latach 1975–1998 miejscowość administracyjnie należała do województwa białostockiego.
Prawosławni mieszkańcy wsi należą do parafii św. Dymitra w Sakach, a wierni kościoła rzymskokatolickiego do parafii św. Zygmunta w Kleszczelach. 